# بورا مازومدار
بورا مازومدار (به لاتین: Bura Mazumdar) یک منطقهٔ مسکونی در بنگلادش است که در ناحیه برگونه واقع شده‌است.